# Presidencia de Fernando de la Rúa
La presidencia de Fernando de la Rúa aconteció desde su asunción el 10 de diciembre de 1999 hasta su renuncia el 21 de diciembre de 2001, en medio de los acontecimientos de la denominada crisis del 2001, debiendo haber finalizado su mandato el 10 de diciembre de 2003. Fue un gobierno calificado como de centroderecha.
De la Rúa ganó las elecciones junto a Carlos Álvarez con el 48.37 % de los votos; 10 millones de argentinos lo eligieron. Argentina se encontraba durante una fuerte crisis que terminaría colapsando al país y produciría el suceso más crítico en la democracia contemporánea.

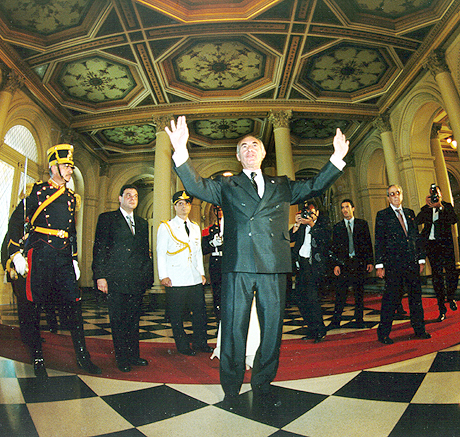
De la Rúa ingresando a la Casa Rosada.

## Asunción
El 10 de diciembre de 1999, Fernando De la Rúa juró como 26° Presidente de la Nación Argentina en el Congreso de la Nación Argentina y luego se dirigió para recibir de su antecesor Carlos Menem la Banda Presidencial de la Argentina y el Bastón presidencial. En las calles la gente se amontonó en la Plaza de Mayo, arrojó papelitos al coche presidencial e interrumpió el tránsito.

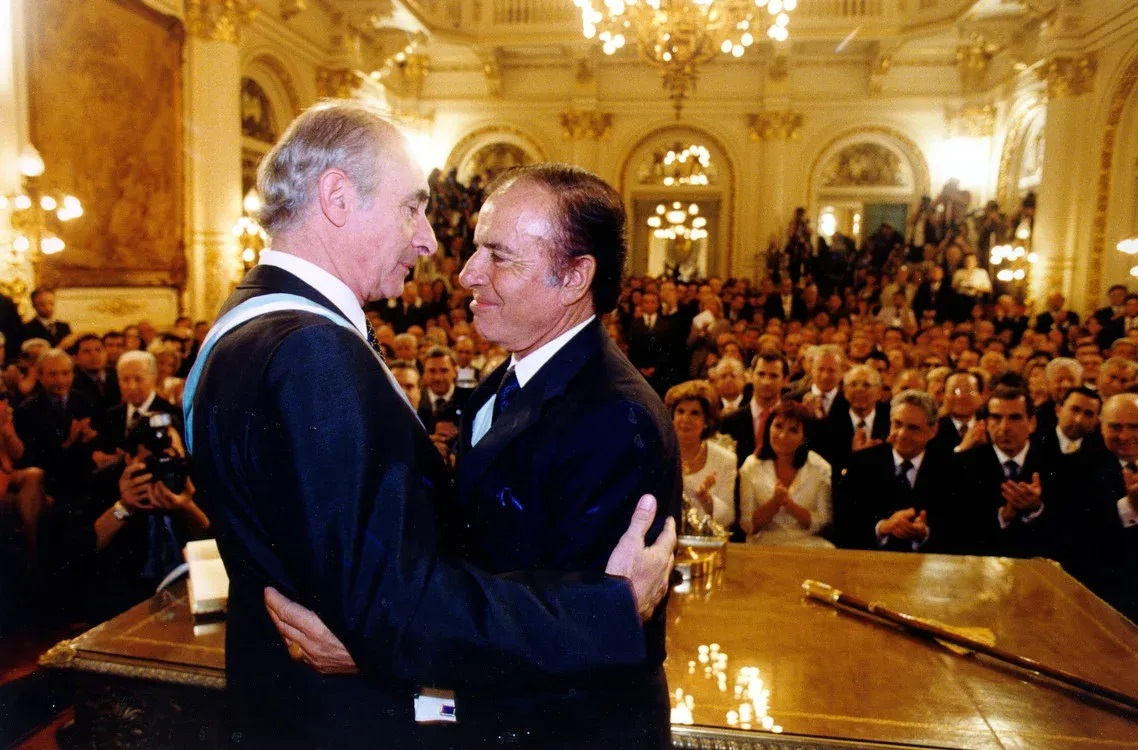
Traspaso presidencial con Menem.

Yo estaba convencido de que, llegando con una Alianza a la presidencia, dejaríamos atrás 10 de años de justicialismo, solucionaríamos los problemas heredados y se podrían resolver los problemas económicos: la deuda externa. Para esto se necesitaba un impulso de crecimiento. (...) Sabíamos que iba a ser muy difícil; Argentina era mal vista y veníamos a intentar remediar eso.
Fernando De la Rúa

### Grupo Sushi
Su hijo mayor, Antonio De la Rúa, fue nombrado asesor de imagen para la campaña publicitaria de su padre. Camino a la elección, reunió un grupo de amigos políticos que la prensa denominó Grupo Sushi encargado del marketing político.
El mismo era asistido por Enrique Nosiglia, liderado por Antonio y estaba integrado por su hermano Aíto De la Rúa, Patricia Bullrich, Fernando de Santibañes, Andrés Delich, Cecilia Felgueras, Darío Lopérfido y Hernán Lombardi, entre otros. Cuando triunfó De la Rúa, dichos miembros integraron cargos en el Gabinete de Ministros.

## Política económica

### Contexto
Para fines de 1999, cuando asumió el Gobierno Fernando de la Rúa, estaba claro que la situación no podía mantenerse sin tomar alguna medida de fondo. El problema más grave del país era la pesada carga de la deuda pública que se había acumulado como consecuencia de los elevados déficit fiscales que se arrastraban desde 1995. Los tres caminos posibles eran los siguientes:
- Provocar una «dolarización» forzosa de la economía, para eliminar la incertidumbre sobre el sistema de cambio fijo entre el peso y el dólar. Esta opción fue lanzada por el Gobierno de Menem en enero de 1999, aunque el proyecto finalmente no prosperó.[4][5][6][7][8][9]
- Defender la convertibilidad a rajatabla,[10] reduciendo el gasto público,[11] reestructurando la deuda y aplicando medidas que favorecieran la competitividad de las empresas argentinas, ya fuera restringiendo las importaciones o eliminando impuestos y cargas sociales. También se podría mejorar la competitividad referenciando el valor del peso a otras monedas además del dólar (como el euro o el real) lo que brindaría un mayor margen de maniobra.
- Devaluar el peso para poder financiar los déficit fiscales con emisión monetaria e impulsar políticas keynesianas que favorecieran una rápida recuperación de la economía. Si bien esta medida parecía a simple vista la más efectiva, era la más traumática de todas, ya que requería derogar total o parcialmente la Ley de Convertibilidad (lo que afectaría la credibilidad del país), declarar en default casi toda la deuda pública y privada, «pesificar» forzosamente la economía y arriesgarse a provocar una fuerte depreciación de la moneda con un resurgimiento de la inflación.

Fernando de la Rúa optó por el segundo camino. El Gobierno nacional y los Gobiernos provinciales decidieron impulsar una fuerte reducción del gasto público primario y aplicaron diversas medidas para favorecer las exportaciones y proteger a la industria nacional. 

### Gestión de Machinea
El nuevo ministro de Economía, José Luis Machinea, decidió encarar inmediatamente un programa de ajuste fiscal avalado por el FMI, el cual incluyó reducciones del gasto público y un incremento en las alícuotas del impuesto a las ganancias. Pocos meses después el programa reveló resultados insuficientes, puesto que incluyó la disminución de salarios lo que agudizó aún más el cuadro recesivo. 
El año 2000 no fue sencillo para el nuevo Gobierno, ya que el estallido de la burbuja «punto com» en marzo de ese año repercutió en un incremento de las tasas de financiación (que llegaban al 14 % anual en dólares) y agravó todavía más la recesión de la economía local, lo que se tradujo en una menor recaudación de impuestos y en un incremento del déficit fiscal. 
El círculo vicioso hacía que los mercados comenzaran a desconfiar de la capacidad de la Argentina para pagar sus deudas y por eso cada vez que el Gobierno salía a pedir préstamos, le aplicaban una tasa más elevada. Además, a medida que el riesgo de una crisis en la deuda Argentina comenzaba a discutirse en los mercados y algunos políticos argentinos empezaban a proponer una formal cesación de pagos, los ahorristas contestaban retirando sus depósitos del sistema bancario por el temor a que el deterioro de los bancos les hiciera perder sus ahorros.
En el 2000 Machinea impulsó la Ley de Flexibilización Laboral que recortó sueldos y jubilaciones de estatales, ocasionando el malestar de la población.

#### Blindaje financiero
En octubre de 2000, se produce la renuncia del Vicepresidente Carlos Álvarez, disconforme con hechos de corrupción que estaba llevando adelante el propio Gobierno. Esta crisis institucional provocó una primera salida de depósitos del sistema bancario que ascendió a 789 millones de pesos en octubre y a 1038 millones en noviembre de 2000.
A comienzos del mes de noviembre, el país negoció con el FMI un multimillonario blindaje financiero, con aportes del BID, del Banco Mundial, del Gobierno de España (el mayor inversor extranjero de la Argentina) y de un grupo de bancos privados que operaba en el país. El «blindaje financiero» finalmente se aprobó en el mes de diciembre del 2000 y alcanzó una suma cercana a los 38 000 millones de dólares con un interés del 8 % anual , sin embargo, para otorgarlo, el FMI impuso una serie de condiciones: el congelamiento del gasto público primario a nivel nacional y provincial por cinco años, la reducción del déficit fiscal y la reforma del sistema previsional, para elevar a 65 años la edad jubilatoria de las mujeres.
El desembolso de los fondos se realizaría en forma escalonada, durante dos años, con el monitoreo del FMI sobre la marcha de las cuentas públicas. El único destino de ese dinero sería el pago de deudas, para aumentar la confianza de los inversores y, en consecuencia, bajar el costo del financiamiento para el Gobierno y el sector privado.
Sin embargo, el «blindaje» solo permitió revertir el retiro de depósitos hasta marzo de 2001 debido a una persistente fuga de divisas. A principios de ese mes comenzaron a circular evidencias de que Argentina no lograría cumplir con las metas de gasto público y déficit fiscal comprometidas con el FMI, con lo cual peligraban los futuros desembolsos. Los rumores de Default se reiniciaron y con ellos la salida de depósitos: a lo largo del mes de marzo se produjo una fuga de depósitos de 5543 millones de pesos/dólares, la mayor salida mensual de depósitos de toda la historia Argentina. 
En ese contexto se produce la renuncia del ministro de Economía José Luis Machinea y su reemplazo por Ricardo López Murphy.

### Gestión de López Murphy
En marzo Machinea renunció al Ministerio de Economía ya que «el blindaje financiero» había fracasado. Ante esto asumió Ricardo López Murphy que inmediatamente anunció un fuerte ajuste fiscal: el mismo pretendía un recorte del 5 % del presupuesto para la educación, bajar jubilaciones, postergar el pago de sueldos, privatizar el Banco Nación y reducir gastos en Salud; la sociedad argentina que se encontraba conmovida por el suicidio de René Favaloro, evitó las impopulares medidas del ministro y éste debió renunciar ante la solicitud del presidente, tan sólo 15 días después de su asunción.

### Gestión de Cavallo
Ante la crítica situación De la Rúa nombró como nuevo ministro a Domingo Cavallo, el mismo que había impulsado la Ley de Convertibilidad del Austral; su asistente fue Federico Sturzenegger. Para entonces el país ya se encontraba ahogado por el déficit presupuestario.

Todos pensábamos que él, que había creado la Convertibilidad, que tenía contactos internacionales y en el FMI; podría sacarnos adelante.
Fernando De la Rúa

Como primera medida Cavallo consiguió firmar, en el mes de mayo, un acuerdo con el FMI, a pesar de no haberse cumplido las metas de gasto público y déficit fiscal planteadas para el primer trimestre de 2001. El organismo por su parte elogió los esfuerzos de las autoridades argentinas para que los acreedores ingresaran en una operación de canje voluntario de deuda orientada a reducir los requerimientos financieros del Gobierno durante los próximos tres o cuatro años, lo cual permitiría avanzar hacia una situación de financiamiento sustentable en el mediano plazo. Sin embargo, para el mes de julio ya era evidente que las provincias no conseguirían nuevo financiamiento de los bancos y que el Gobierno nacional había perdido el acceso al mercado de bonos.

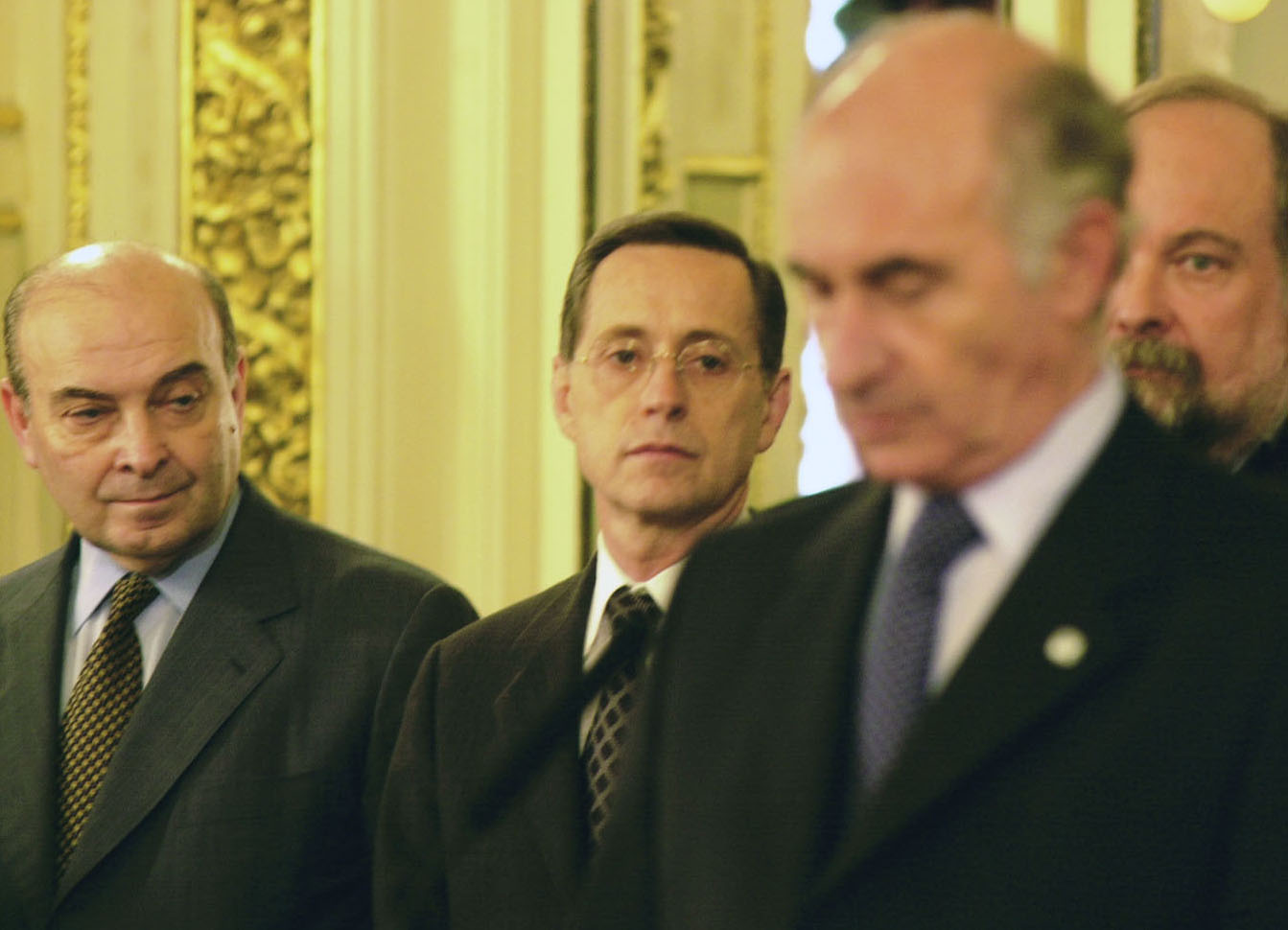
Cavallo, Rodríguez Giavarini y Colombo.

Se aprobó la creación del Fondo de Crédito Público a integrarse con el producido del Impuesto a las Transacciones Financieras. La limitación al uso de impuestos como garantía decidida por el Congreso, impedía ofrecer un canje que incluyera a la deuda pública provincial, porque esta ya estaba garantizada por los impuestos de la Coparticipación Federal y ningún tenedor de esa deuda la hubiera canjeado por bonos nacionales no garantizados. Tampoco se podía apuntar a reducir la tasa de interés, porque la ausencia de garantías especiales obligaba a ofrecer tasas de mercado como para que los tenedores de bonos nacionales accedieran voluntariamente al canje. Por consiguiente, el denominado «megacanje» tuvo que diseñarse excluyendo a la deuda pública provincial y como operación a tasas de mercado.
El Gobierno a su vez buscaba bajar el déficit aumentando impuestos y recortando servicios sociales, lo que a su vez generaba mayor recesión y un aumento en el déficit, que debía ser cubierto con más deuda y mayores recortes. Las dudas sobre la capacidad de pago del país y sobre la continuidad de la convertibilidad comenzaron a reflejarse en una creciente fuga de depósitos bancarios. A pesar de las medidas, en marzo de 2001 comenzó la fuga de depósitos de los bancos. En enero de 2001 había depósitos por US$ 85 000 millones. Para marzo se habían perdido más de 5 000 millones.

#### Deudas provinciales
La deuda más onerosa y la que generaba más problemas era la de las provincias, contraída en su mayoría con bancos argentinos. La deuda pública provincial ascendía a 16 000 millones de dólares y durante el año 2001 había significado pago de intereses por 3500 millones de dólares. Durante la primera semana de julio de 2001, la provincia de Buenos Aires y otras provincias fuertemente endeudadas, declararon que para el segundo semestre tenían una necesidad financiera conjunta no inferior a los 3000 millones de dólares y requirieron apoyo del Gobierno nacional para conseguir 300 millones durante esa semana. A pesar del apoyo brindado por el Ministerio de Economía y la Jefatura de Gabinete, no fue posible conseguir esa cifra y el Banco de la Nación terminó haciendo un préstamo para el que no tenía recursos genuinos. A la semana siguiente, la licitación de letras del Tesoro nacional determinó una tasa de corte del 16 % anual para plazos de 180 días.
En el mes de mayo de 2001, Cavallo había logrado convencer a los gobernadores justicialistas sobre la conveniencia de aprobar una Ley de Crédito Público que permitiera la afectación de impuestos como garantía de la deuda, con lo que el megacanje podría haber incluido a todas las deudas provinciales. Sin embargo, cuando en presencia de todos los gobernadores justicialistas, el Gobernador de Córdoba, José Manuel De La Sota, llamó por teléfono al presidente De la Rúa para anunciarle que estaban dispuestos a apoyar la Ley de Crédito Público, este le dijo que el Poder Ejecutivo no respaldaría ese proyecto porque no contaba con el apoyo de la UCR.

#### Ley de déficit cero

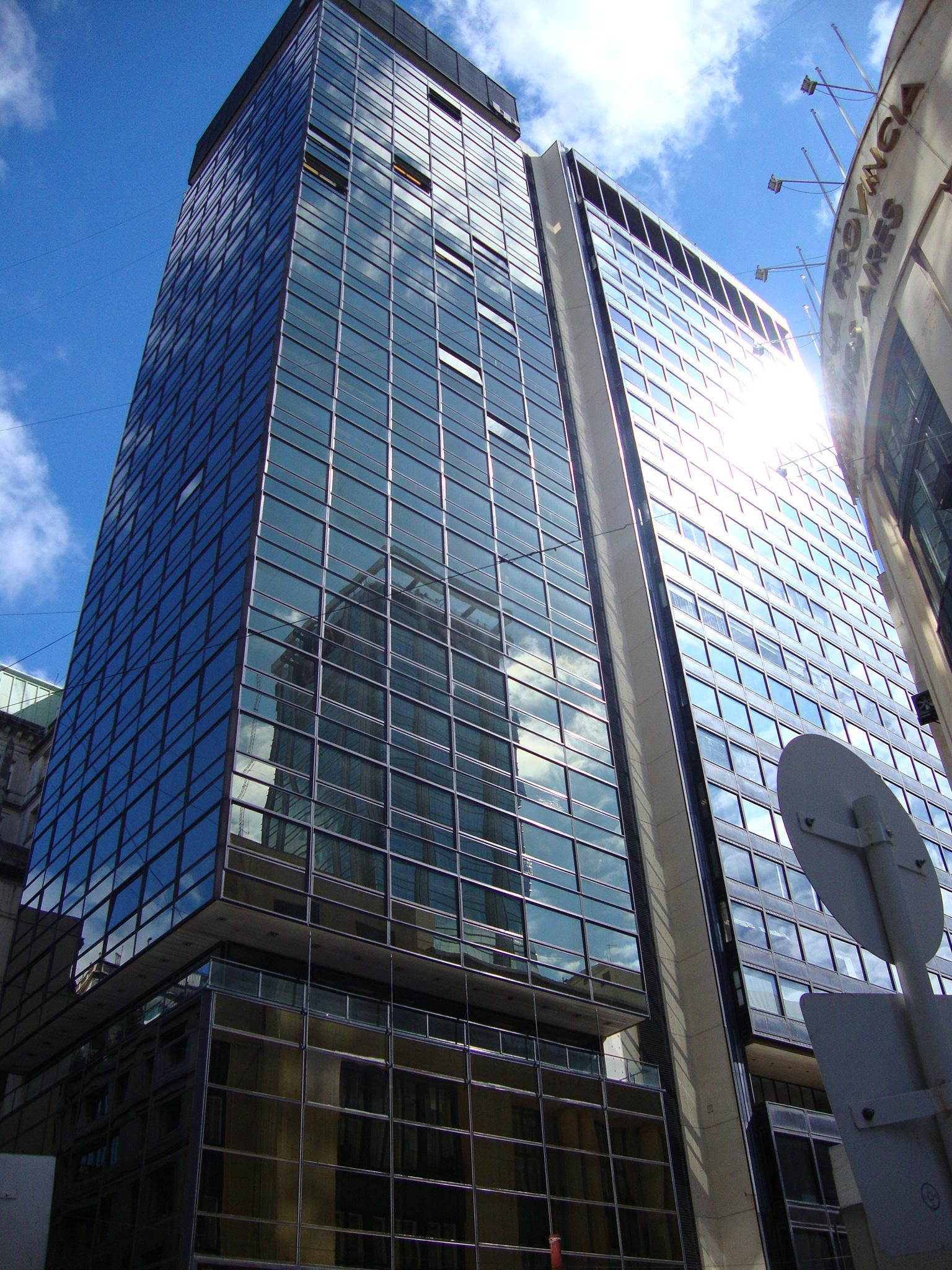
Torre del Banco de la Provincia de Buenos Aires en la Capital Federal. La situación de las deudas provinciales era más compleja de resolver que la de la deuda nacional.

En julio de 2001 el Congreso aprobó la Ley de «Déficit Cero», que preveía reducciones de gastos primarios por parte de las provincias y la Nación, equivalente a 6000 millones de dólares anuales. Según este plan la recaudación efectiva de cada mes se aplicaría en primer lugar al pago de los intereses de la deuda y el saldo se utilizaría para el resto de los gastos del sector público. Este programa llevó al ministro a aplicar una reducción de salarios y jubilaciones del 13 % que trajo aparejada una nueva profundización de la crisis socioeconómica que vivía el país.
Existían dudas sobre el éxito del plan, derivadas de la caída de la recaudación impositiva que se había producido durante el cuarto trimestre de 2001. Como financiamiento puente para un eventual déficit transitorio de las provincias durante los primeros meses de 2002, se había previsto la emisión de letras de consolidación de deudas provinciales (LECOPs), las que por algún tiempo servirían como monedas no convertibles, que serían rescatadas con superávits fiscales, una vez superada la crisis financiera y normalizada la recaudación impositiva.
El número y contenido de los discursos opositores creó tal imagen que el Director Gerente del FMI decidió declarar que en oportunidad de un eventual desembolso de los 3000 millones de dólares pactados para la reestructuración de la deuda, el país debería dar muestras de suficiente «unidad política».

#### Megacanje
Cavallo creó el megacanje: un mecanismo mediante el cual Argentina (que no podía pagar la deuda) cambió títulos, con tasas de interés del 5 %, por otros con una «mejor financiación» a largo plazo. Lo cierto es que los nuevos títulos tenían un interés del 18 % pero resultaba práctico porque se buscaba más tiempo, esto generó una grave pérdida de competitividad de la Argentina.
Domingo Cavallo junto a Federico Sturzenegger firmó el Decreto 648/01 que habilitó la operación del megacanje. Según los expertos, el Megacanje aumentó el monto de la deuda en 53 mil millones de dólares sumado capital e intereses. Por esta operación fue procesado por la justicia Argentina en el marco de la causa por el Megacanje de De La Rúa, junto al banquero estadounidense David Mulford, prófugo de la Justicia. Los resultados del Blindaje y el Megacanje causó un aumento del endeudamiento externo. Antes de esta operación hacia finales del año 2000, la deuda externa del país ascendía a los 80.000 millones de dólares. Con posterioridad al Megacanje, la deuda externa aumentaría hasta los 88.000 millones de dólares y para el año 2003 alcanzaría 102.000 millones de dólares. Antes del Megacanje, Argentina debía pagar en el período 2001-2031 por los vencimientos de su deuda un valor que alcanzaba los 60.500 millones de dólares. Luego del Megacanje, ese valor se incrementaría en un 63% y llegaría a los 98.400 millones de dólares. Además, la deuda pública total pasaría de los 124.400 millones de dólares a los 126.600 millones de dólares. Por su parte, los intereses de la deuda treparían de 82.300 millones de dólares hasta los 120.700 millones de dólares.

#### Corralito

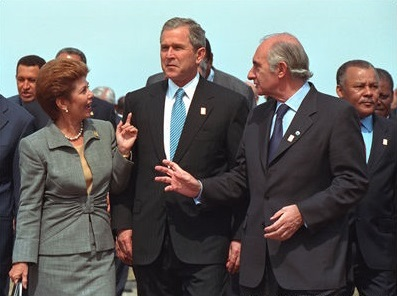
De la Rúa (a la izquierda), junto al presidente de los Estados Unidos George W. Bush, y la presidenta de Panamá Mireya Moscoso, en la Cumbre de las Américas de 2001.

En noviembre la Subdirectora del FMI, Anne Osborn Krueger, anunció que Argentina no recibiría más dinero y esto provocó el pánico bancario.
Ante la desesperante situación caótica, el 3 de diciembre Cavallo anunció una drástica medida: el Corralito. El propio Ministro anunció la medida por televisión y se encargó de explicarla: por semana no se podría retirar más de 250 pesos.

El Corralito es lo que se llama un «control de cambios» que no tenía porque perjudicar a nadie. La gente podía movilizar sus ahorros pagando con cheque, tarjeta de débito o transferencia bancaria. Era la única medida que se podía tomar frente a una corrida de esa naturaleza.
Domingo Cavallo

Las restricciones al retiro de depósitos bancarios impuestas el 1º de diciembre y que fueron popularmente denominadas como el «corralito», afectaron a mucha gente, especialmente a los sectores bajos y a aquellos que operaban en la economía informal que siempre habían utilizado dinero en efectivo. 
El día 14 de diciembre, Cavallo canceló las letes (letras del tesoro) por casi 770 millones de dólares. Para cancelar esta obligación el país realizó un aporte en efectivo por 409.7 millones, mientras que los restantes 360 millones de dólares se financiaron a través de la emisión de nuevos títulos, que fue absorbido, de manera compulsiva, por las propias AFJP. Para evitar a toda costa el tan temido default, Cavallo seguía gestionando ante el FMI una postergación de pago de otros 900 millones de dólares adicionales que debía realizar el país en los próximos días. Sin embargo, esta cancelación del 14 de diciembre de 2001 fue el último pago de deuda que realizó la Argentina.

## Política laboral
En enero de 2000, el gobierno de la Alianza envió al congreso el proyecto de ley de reforma laboral que disponía entre otros puntos:
- Extensión del período de prueba (de 1 a 6 meses, con opción de renovación)
- Eliminación por dos años de los convenios de ultraactividad anteriores a 1975.
- Posibilidad de habilitar convenios por empresa, en lugar de por rama o actividad
- Creación del Servicio Federal de Mediación y Arbitraje

El gobierno consiguió el apoyo del secretario general de la CGT, Rodolfo Daer, para la aprobación de ley. Esto provocó que un sector opositor de la central obrera, liderado por Hugo Moyano, convocara a un congreso que lo declaró como el nuevo secretario general, lo cual no fue aceptado por Daer provocando la fractura de la organización. Moyano llamó a una movilización en contra de la ley pero descreía de su aprobación ya que la Alianza solo contaba con mayoría en Diputados, mientras que en el Senado debía negociar con el peronismo, que se mostraba en contra de la reforma.
Sin embargo, el 26 de abril de 2000 el proyecto obtuvo media sanción del Senado, luego de que el oficialismo aceptó una serie de cambios propuestos por el peronismo. Estos cambios incluyeron entre otros la inclusión de una cláusula que impedía rebajar el salario básico por dos años.
El 11 de mayo la ley fue sancionada en la Cámara baja con un total 121 votos en favor, 84 expresiones negativas y dos abstenciones. La mayoría de los votos opositorios provinieron del Partido Justicialista y del sector de la Alianza que respondía al FREPASO.

### Escándalo de coimas en el senado y renuncia de Chacho Álvarez
El 29 de mayo Hugo Moyano declaró a la prensa que el ministro de Trabajo, Alberto Flamarique, en un encuentro en el gremio de Obras Sanitarias para discutir la ley le había afirmado: «para convencer a los senadores tenemos la Banelco». Flamarique negó las afirmaciones de Moyano, primero en forma oral y luego en cartas enviadas a cada uno de los senadores. En declaraciones posteriores Moyano ratificó lo dicho y pidió la renuncia de Flamarique.
El escándalo desató una crisis política que desembocó en la renuncia del vicepresidente argentino, y a la vez presidente del Senado, Carlos Álvarez, lo cual creó un marco de incertidumbre que impactó profundamente en el gobierno que se venía debilitando y finalizaría en medio de la crisis económica de 2001.
El 6 de octubre de 2000, se produce la renuncia del vicepresidente Chacho Álvarez a su cargo, denunciando corrupción en la administración de la Rúa y en el Senado nacional.

### Gestión de Patricia Bullrich
Entre octubre de 2000 y el mismo mes de 2001, Patricia Bullrich ocupó el cargo de ministra de Trabajo, Empleo y Formación de Recursos Humanos de la Nación, siendo la primera mujer en el cargo. Asumió tras la renuncia de Alberto Flamarique, quien se vio involucrado en el escándalo de corrupción para aprobar la Ley de Reforma Laboral conocido como «la Ley Banelco». 

## Política educativa
Tras la renuncia de Llach, en septiembre de ese año, el presidente Fernando de la Rúa nombró a Juri en su reemplazo. Fue muy bien recibido por la comunidad universitaria, aunque no por ello se detuvieron las manifestaciones en contra de la política económica restrictiva que llavaba adelante el gobierno nacional.
Tras la renuncia de Juri como ministro de Educación, debido a su desacuerdo con el recorte presupuestario a las universidades dispuesto por Ricardo López Murphy, Andrés Delich es designado como su sucesor.
Siendo ministro de Educación pidió que “la Justicia vaya a fondo” para investigar a los dirigentes de Franja Morada que usaron en beneficio propio planes de trabajo para desocupados dados por Fernando de la Rúa, respecto a la investigación sobre los consejeros universitarios de Franja Morada que fueron beneficiados con planes de empleo y admitió que los programas sociales “han sido utilizados muchas veces en forma clientelística”.
Con su llegada a la titularidad del ministerio, debió enfrentar la crisis que se provocó con el recorte, que derivó en un paro docente total y universidades tomadas. Postuló la posible instauración de restricciones para el ingreso en carreras muy demandadas COMO Medicina y un posible arancelamiento.

## Política cultural y de medios

### Sistema Nacional de Medios Públicos
En 2000, bajo iniciativa del entonces secretario de Cultura y Comunicación, Darío Lopérfido, se creó la empresa Sistema Nacional de Medios Públicos SE (SNMP). El SNMP estaba integrado por Canal 7, Radio Nacional y la agencia de noticias nacional Télam.

"Queremos que los medios públicos no sean mastodónicos, y que gasten menos. La estructura, hoy, es anticuada. La idea es plantear una política nacional de comunicación, con un concepto moderno y competitivo."
 Darío Lopérfido al diario Clarín.

Su primer director fue Mario Cella, quien, hasta aquel momento, dirigía Radio Nacional. Lopérfido pasó a ser coordinador de la empresa. Al asumir Lopérfido la emisora vivía una situación de extrema gravedad, con un pasivo de más de 70 millones de pesos. La programación y producción del canal quedaon a cargo de Rodolfo Hermida, mientras que la producción quedó a cargo de Luciano Olivera -allegado a Lopérfido- y Emilio Cartoy Díaz.
Durante la gestión Lopérfido una investigación del síndico general de la Nación, el jurista Rafael Bielsa, denunció que se habían abonado deudas con terceros también en forma arbitraria y se habían pagado precios muy altos por películas a pesar de que eran de nulo valor, ya que tenían carácter de dominio público y que se encontraron rendiciones de gastos y anticipos con fondos del directorio eludiendo los controles administrativos de la empresa y se tercerizó la venta de la pauta publicitaria a empresas vinculadas con los propios directivos del canal.

## Política judicial y de derechos humanos

### Creación de la Oficina Anticorrupción
Fue oficialmente creada el día 10 de diciembre de 1999 por medio de la Ley 25.233 para la asunción de Fernando de la Rúa.

ARTÍCULO 13. — Créase la Oficina Anticorrupción en el ámbito del Ministerio de Justicia, la que tendrá a su cargo la elaboración y coordinación de programas de lucha contra la corrupción en el sector público nacional y, en forma concurrente con la Fiscalía de Investigaciones Administrativas, gozará de las competencias y atribuciones establecidas en los artículos 26, 45 y 50 de la Ley Nº 24.946.

## Política exterior
En 1999, tras la victoria de Fernando De la Rúa en las elecciones presidenciales, Rodríguez Giavarini es nombrado canciller el 10 de diciembre de ese año. 
Con respecto a la cuestión Malvinas, se diferenció de la postura de su antecesor en el cargo, Guido Di Tella, quien había planteado una política de "seducción" hacia los isleños. Rodríguez Giavarini declaró que las islas eran "territorio de la Argentina" por lo que "desconocemos plenamente a ese gobierno" (refiriéndose al gobierno de la isla). En enero de 2000 mantuvo una reunión con el canciller británico, Robin Cook, quien declaró que "existen muchos acuerdos entre el Reino Unido y la Argentina y un solo desacuerdo significativo: las Malvinas".
En lo referente a la integración regional, Rodríguez Giavarini elogió al Mercosur que permitió multiplicar por cuatro las exportaciones de Argentina a sus socios y se mostró a favor de la conformación del Área de Libre Comercio de las Américas (ALCA). La relación con los Estados Unidos fueron calificadas como "sólidas y fuertes", siguiendo la política desarrollada por Di Tella. Desde el inicio de su gestión se propuso reconstruir la relación con Perú, muy dañada por la venta ilegal de armas a Ecuador y Croacia (acontecida durante el gobierno anterior).
En junio de 2000 Rodríguez Giavarini fue denunciado penalmente junto al entonces Ministro de Justicia, Ricardo Gil Lavedra, y el Director de Asuntos Jurídicos de la Cancillería Mariano Maciel, por presuntas irregularidades en el trámite de detención y extradición de militares argentinos reclamados por el juez español Baltazar Garzón, por presunta comisión del delito de incumplimiento de los deberes de funcionario público, previsto y reprimido por el artículo 248 del Código Penal Argentino. También fue criticado y posteriormente denunciado por la autorización de ejercicios militares de las fuerzas armadas de Estados Unidos en territorio argentino. Ambas acusaciones fueron luego desestimadas por falta de fundamento.

## Gabinete de ministros
| Jefatura de Gabinete y Ministerios del Gobierno de Fernando De la Rúa                              | Jefatura de Gabinete y Ministerios del Gobierno de Fernando De la Rúa    | Jefatura de Gabinete y Ministerios del Gobierno de Fernando De la Rúa |
| Cartera                                                                                            | Titular                                                                  | Período |
| -------------------------------------------------------------------------------------------------- | ------------------------------------------------------------------------ | --- |
| Jefatura de Gabinete de Ministros                                                                  | Rodolfo Terragno Chrystian Colombo                                       | 10 de diciembre de 1999–5 de octubre de 2000 5 de octubre de 2000–21 de diciembre de 2001                                                                                   |
| Ministerio del Interior                                                                            | Federico Storani Ramón Mestre                                            | 10 de diciembre de 1999–20 de marzo de 2001 20 de marzo de 2001–21 de diciembre de 2001                                                                                     |
| Ministerio de Relaciones Exteriores, Comercio Internacional y Culto                                | Adalberto Rodríguez Giavarini                                            | 10 de diciembre de 1999–23 de diciembre de 2001 |
| Ministerio de Defensa                                                                              | Ricardo López Murphy Horacio Jaunarena                                   | 10 de diciembre de 1999–5 de marzo de 2001 5 de marzo de 2001–23 de diciembre de 2001                                                                                       |
| Ministerio de Economía                                                                             | José Luis Machinea Ricardo López Murphy Domingo Cavallo                  | 10 de diciembre de 1999–5 de marzo de 2001 5 de marzo de 2001–20 de marzo de 2001 20 de marzo de 2001–20 de diciembre de 2001                                               |
| Ministerio de Infraestructura y Vivienda                                                           | Nicolás Gallo José Luis Machinea Ricardo López Murphy Carlos Bastos      | 10 de diciembre de 1999–5 de octubre de 2000 5 de octubre de 2000–5 de marzo de 2001 5 de marzo de 2001–20 de marzo de 2001 20 de marzo de 2001–21 de diciembre de 2001     |
| Ministerio de Justicia y Derechos Humanos                                                          | Ricardo Gil Lavedra Jorge De la Rúa                                      | 10 de diciembre de 1999–6 de octubre de 2000 6 de octubre de 2000–21 de diciembre de 2001                                                                                   |
| Ministerio de Educación                                                                            | Juan José Llach Hugo Juri Andrés Delich                                  | 10 de diciembre de 1999–25 de septiembre de 2000 25 de septiembre de 2000–20 de marzo de 2001 20 de marzo de 2001–21 de diciembre de 2001                                   |
| Ministerio de Trabajo, Empleo y Formación de Recursos Humanos                                      | Alberto Flamarique Patricia Bullrich José Dumón                          | 10 de diciembre de 1999–6 de octubre de 2000 6 de octubre de 2000–29 de octubre de 2001 29 de octubre de 2001–21 de diciembre de 2001                                       |
| Ministerio de la Seguridad Social                                                                  | Patricia Bullrich                                                        | 29 de octubre de 2001–21 de diciembre de 2001 |
| Ministerio de Desarrollo Social                                                                    | Graciela Fernández Meijide Marcos Makón Juan Pablo Cafiero Daniel Sartor | 10 de diciembre de 1999–12 de marzo de 2001 12 de marzo de 2001–20 de marzo de 2001 20 de marzo de 2001–22 de octubre de 2001 22 de octubre de 2001–21 de diciembre de 2001 |
| Ministerio de Salud                                                                                | Héctor Lombardo                                                          | 10 de diciembre de 1999–21 de diciembre de 2001 |
| Ministerio de Turismo, Cultura y Deportes                                                          | Hernán Lombardi                                                          | 29 de octubre de 2001–21 de diciembre de 2001 |
| Secretarías de Estado del Gobierno de Fernando De la Rúa                                           |                                                                          | |
| Cartera                                                                                            | Titular                                                                  | Período |
| Secretaría General                                                                                 | Jorge De la Rúa Alberto Flamarique Carlos Becerra Nicolás Gallo          | 10 de diciembre de 1999–6 de octubre de 2000 6 de octubre de 2000–7 de octubre de 2000 8 de octubre de 2000–20 de marzo de 2001 20 de marzo de 2001–20 de diciembre de 2001 |
| Secretaría Legal y Técnica                                                                         | Ernesto Marcer                                                           | |
| Secretaría de Inteligencia del Estado                                                              | Fernando de Santibañes Carlos Becerra                                    | 10 de diciembre de 1999–23 de octubre de 2000 23 de octubre de 2000–20 de diciembre de 2001                                                                                 |
| Secretaría de Cultura y Comunicación                                                               | Darío Lopérfido                                                          | 10 de diciembre de 1999–23 de diciembre de 2001 |
| Secretaría de Programación para la Prevención de la Drogadicción y la Lucha contra el Narcotráfico | Lorenzo Cortese                                                          | 10 de diciembre de 1999–20 de diciembre de 2001 |
| Secretaría de Ciencia, Tecnología e Innovación Productiva                                          | Dante Caputo Adriana Puiggrós                                            | 10 de diciembre de 1999–28 de febrero de 2001 28 de febrero de 2001–20 de diciembre de 2001                                                                                 |

## Crisis de 2001 y caída
La mala administración de Fernando De la Rúa provocó que en las elecciones legislativas de octubre de 2001 el opositor Partido Justicialista se hiciera con la mayoría de ambas cámaras del Congreso y que los miembros de la Unión Cívica Radical se molesten con su líder, a tal grado de alejarse del mismo. El apoyo popular se había perdido.
El día 19 de diciembre de 2001 debía conformarse la Comisión de Presupuesto de la Cámara de Diputados para el tratamiento del presupuesto nacional correspondiente al año 2002. Sin embargo, esa fecha amaneció con saqueos y disturbios en todo el país, principalmente en el conurbano bonaerense, donde la inacción policial fue evidente. A dicha comisión se presentaron los legisladores justicialistas, pero los radicales se ausentaron todos, boicoteando el tratamiento del Presupuesto.

Esa mañana un grupo de dirigentes de la Unión Industrial Argentina, entidad liderada por Ignacio de Mendiguren, habría convencido al presidente de la UCR y gobernador del Chaco, Ángel Rozas, sobre la conveniencia de abandonar la convertibilidad y pesificar la economía.[cita requerida]

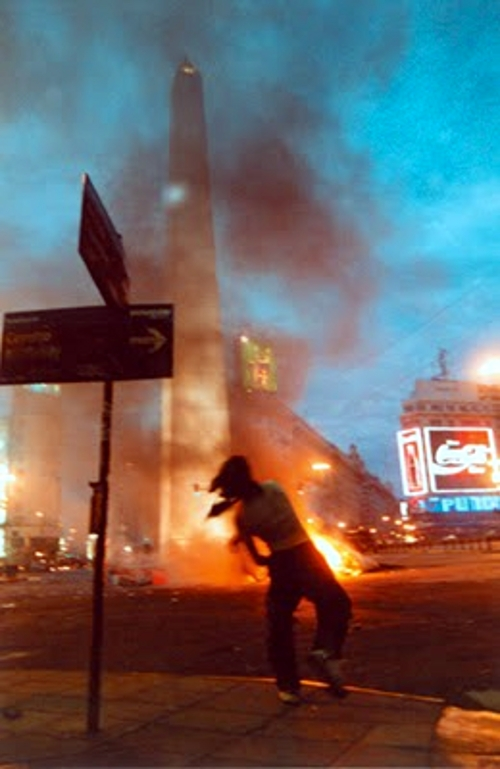
20 de diciembre de 2001. Desmanes y Saqueos en todo el país, principalmente en Capital Federal y el Gran Buenos Aires.

Por la tarde, dirigentes de la UCR, entre ellos el senador y expresidente Raúl Alfonsín, se reunieron con Fernando de la Rúa, para plantearle la inmediata necesidad de que renunciara todo su gabinete. Domingo Cavallo y todos los ministros del Gobierno debieron abandonar sus cargos ese mismo día.
La tarde del 19 de diciembre la tensión explotó, comenzó con bocinazos en Buenos Aires y luego la gente salió a las calles a golpear sus cacerolas al grito de: «¡Que se vayan todos!». Dicho tumulto se propagó por todo el país y los saqueos se multiplicaron.
La respuesta del Presidente fue ordenar el despeje de Plaza de Mayo por medio de la fuerza. La represión causaría 227 heridos y la muerte de 9 personas.
Esa noche el Grupo Sushi ya enterado de que había muertos pero sin conocer la cantidad, se reunió en la Quinta de Olivos para tratar de encontrar una solución, De la Rúa se fue a dormir a las 23 como todos los días y Enrique Nosiglia avisó por teléfono que se asistiría a la improvisada junta.
A las 22, una muchedumbre se concentró afuera de la casa del Ministro Domingo Cavallo, exigiendo su renuncia. Cavallo se comunicó con De la Rúa quien esquivó el tema y ordenó hablarlo al día siguiente, por lo que el ministro se acostó, pero a las 6:00 a. m. recibió un llamado de Armando Caro Figueroa: se aceptaba su renuncia, la misma había sido decidida por el Grupo Sushi.

### Renuncia
La madrugada del 20 de diciembre el Grupo Sushi recibió personalmente la noticia de Nosiglia: se iba, habían acordado con el Peronismo que ese día el Presidente renunciaría. Nosiglia le ordenó al hijo mayor del mandatario llamar a su padre, Antonio siguió la orden pero no pudo despertarlo, horas más tarde el Grupo Sushi se desmanteló: De la Rúa había quedado aislado, solo su hijo mayor se quedó para comunicarle la noticia.

Esa la mañana el Presidente le ofrece el puesto de Ministro de Economía a Adalberto Rodríguez Giavarini pero este lo rechaza, se desconoce a quien más le ofertó el cargo: nadie lo aceptó.
El Presidente dio una conferencia de prensa donde convocó a una reunión de emergencia con los Gobernadores de la Provincias, ninguno aceptó la invitación.
El 20 de diciembre de 2001, a los saqueos y desmanes se sumó un cacerolazo generalizado y marchas de miles de personas autoconvocadas que reclamaban la renuncia del presidente radical, Fernando de la Rúa. En el centro porteño la policía federal era desbordada, aunque lograba mantener la violencia fuera de la Plaza de Mayo. Las centrales obreras, por su parte, iniciaron una huelga por tiempo indeterminado.
Aferrado al escaso sector radical que todavía le respondía, De la Rúa intentó convocar al justicialismo, para crear un Gobierno de unidad nacional. El rechazo del peronismo decidió al presidente a presentar su renuncia al parlamento a las 19:45 horas de aquel 20 de diciembre de 2001. Apenas en la mitad de su mandato constitucional, Fernando de la Rúa debió abandonar la Casa Rosada en helicóptero.
Con la crisis de diciembre de 2001, Argentina, el 23 de diciembre del mismo año entró en suspensión de pagos (default) de su deuda externa que ascendía a 144 000 millones de dólares.

A las 19:30 De la Rúa agradeció al fotógrafo presidencial y le pidió una última foto en su despacho, aquí firmó el decreto 1682/2001 que enmarcó el actuar policial bajo conmoción interior, autorizando implícitamente la represión bajo su responsabilidad. Con un sollozo plasmó su renuncia en un manuscrito dirigido a Ramón Puerta y la dejó sobre su escritorio, luego recogió una Constitución de la Nación Argentina y abandonó su oficina. Su carta decía:

Me dirijo a usted para presentar mi renuncia como Presidente de la Nación.
Mi mensaje de hoy para asegurar la gobernabilidad y constituir un Gobierno de unidad, fue rechazado por líderes parlamentarios.
Confío que mi decisión contribuirá a la paz social y a la continuidad institucional de la República.
(...) pido a Dios por la ventura de mi Patria.
Fernando De la Rúa

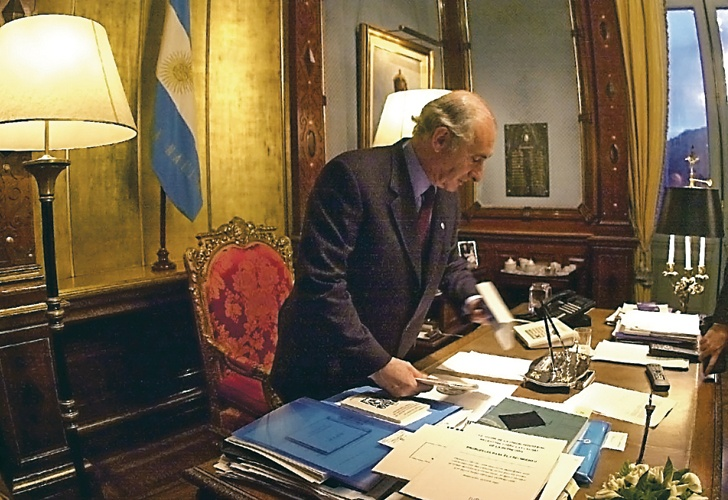
20: El presidente renuncia, 19:30.

Subió a la terraza por un elevador privado donde un helicóptero Sikorsky S-76 Spirit lo esperaba sin aterrizar, el presidente corrió hacia él y abordó con la ayuda de sus custodios. La imagen del aeronave abandonando el edificio en el caluroso y nublado atardecer, con el líder del país caído y bajo un vocerío de insultos, quedó plasmada para siempre en la memoria de los argentinos.
El 21 de diciembre De la Rúa llegó a Casa Rosada a las 9:00, aún seguía siendo Presidente porque la Asamblea Legislativa no había aprobado su renuncia, ingresó caminando y estuvo dos horas: se reunió con el presidente español Felipe González y firmó su último decreto, donde derogó el estado de sitio.

## Reputación histórica
Un hombre bueno que no estuvo a la altura de las circunstancias.
Chrystian Colombo, último Jefe de Gabinete del Presidente.

Un hombre que hizo toda una trayectoria política impecable: que no perdió ninguna elección, que empezó de abajo y llegó a lo máximo que puede pretender un argentino: De la Rúa encontró la única salida que el consideró viable.
Nicolás Gallo, último Secretario General del Presidente.

Para Fernando De la Rúa, el sector del peronismo liderado por Eduardo Duhalde y el mismo radicalismo que respondía a Raúl Alfonsín dieron un golpe de Estado. Tal versión de los hechos es compartida, entre otros, por Darío Lopérfido y Domingo Cavallo.